# Iso-Jänis
Iso-Jänis är en ö i Finland. Den ligger i sjön Syväri och i kommunen Kuopio i den ekonomiska regionen  Kuopio ekonomiska region  och landskapet Norra Savolax, i den centrala delen av landet, 400 km nordost om huvudstaden Helsingfors. Öns area är 2,9 hektar och dess största längd är 390 meter i nord-sydlig riktning.